# علی اسلامی‌پناه
علی اسلامی‌پناه (زاده‌ی ۱۳۳۹ در جیرفت) حقوق‌دان و سیاست‌مدار ایرانی است که در حال حاضر به‌عنوان عضو حقیقی هیئت پیگیری اجرای قانون اساسی و عضو هیئت علمی دانشگاه تهران فعالیت می‌کند. وی پیش از این معاونت حقوقی و امور مجلس وزارت علوم، تحقیقات و فناوری و هم‌چنین نمایندگی مردم جیرفت و عنبرآباد در دورهٔ هشتم مجلس شورای اسلامی را بر عهده داشته است. 

اسلامی‌پناه از جمله نامزدهای انتخابات دهمین و یازدهمین دوره‌ی مجلس شورای اسلامی بود که صلاحیت وی توسط شورای نگهبان تایید نشد. 